# 48 (filme)
48 é um documentário português, realizado por Susana de Sousa Dias.

## Sinopse
16 testemunhos de pessoas que foram interrogadas pela PIDE, a polícia política portuguesa do Estado Novo, sobrepostos por fotografias a preto e branco que foram tiradas na época pela própria polícia.. Entre eles António Gervásio e José Magro.